# Stronger (album av Dead by April)
 Stronger är det första sammanställningsalbumet av svenska metalcore bandet Dead by April Det släpptes den 24 januari 2011. Albumet innehåller några B-sidor, akustiska versioner, remixer, covers samt en outgiven demoversion av låten "More Than Yesterday" samt två outgivna nyinspelade akustiska versioner. Detta är den första utgåvan av bandet med Zandro Santiago som sångare.

## Låtlista
| Nr  | Titel                                          | Kompositör                                           | Längd |
| --- | ---------------------------------------------- | ---------------------------------------------------- | ----- |
| 1.  | Trapped (Heavier mix)                          | Pontus Hjelm                                         | 3:06  |
| 2.  | Angels of Clarity (Heavier mix)                | Pontus Hjelm/Jimmie Strimell                         | 3:39  |
| 3.  | Stronger (Heavier mix)                         | Pontus Hjelm/Jimmie Strimell                         | 3:58  |
| 4.  | My Saviour                                     | Pontus Hjelm/Jimmie Strimell                         | 3:13  |
| 5.  | Leaves Falling                                 | Pontus Hjelm                                         | 3:23  |
| 6.  | Love Like Blood (Killing Joke cover)           | Jaz Coleman, Kevin Walker, Paul Raven, Paul Ferguson | 3:41  |
| 7.  | Angels of Clarity (Shawn 'Clown' Crahan Remix) | Pontus Hjelm/Jimmie Strimell ft. Slipknot            | 4:35  |
| 8.  | Losing You (Acoustic version)                  | Pontus Hjelm/Jimmie Strimell                         | 3:50  |
| 9.  | Promise Me (Acoustic version)                  | Pontus Hjelm                                         | 3:13  |
| 10. | More Than Yesterday (Demo version)             | Pontus Hjelm                                         | 3:29  |

| 11. | Stronger (Heavier Mix) (Video) | Pontus Hjelm/Jimmie Strimell | 4:00 |

## Sång information
- Spår 1, 2 och 3 är nya blandade låtar som finns på den första skivan
- Spår 4 och 5 bonuslåtar från deras debutalbum Dead by April.
- Spår 6 är en Killing Joke är en cover som finns på singeln Love Like Blood / Promise Me.
- Spår 7 är en remixad version av låten som gjorts av Shawn Crahan
- Spår 8 och 9 är studio inspelade akustiska versioner av låtarna. Ej att förväxla med studion Inspelade versioner finns på Angels of Clarity enda som innehöll sång av Pontus Hjelm stället för Zandro Santiago.
- Spår 10 är en demoversion av låten som den slutliga versionen av kommer att finnas med på deras andra studioalbum.

## Uppsättning
, Dead by April
- Jimmie Strimell - sång
- Zandro Santiago - sång (Endast på rätt spår 6, 8, 9 & 10)
- Marcus Wesslén - bas
- Alexander Svenningson - trummor

, Extra musiker
- Pontus Hjelm - gitarr och sång
- Shawn "Clown" Crahan (från Slipknot- sammansättning av spår 7)